# Kossakowski-Kapelle (Žeimiai)

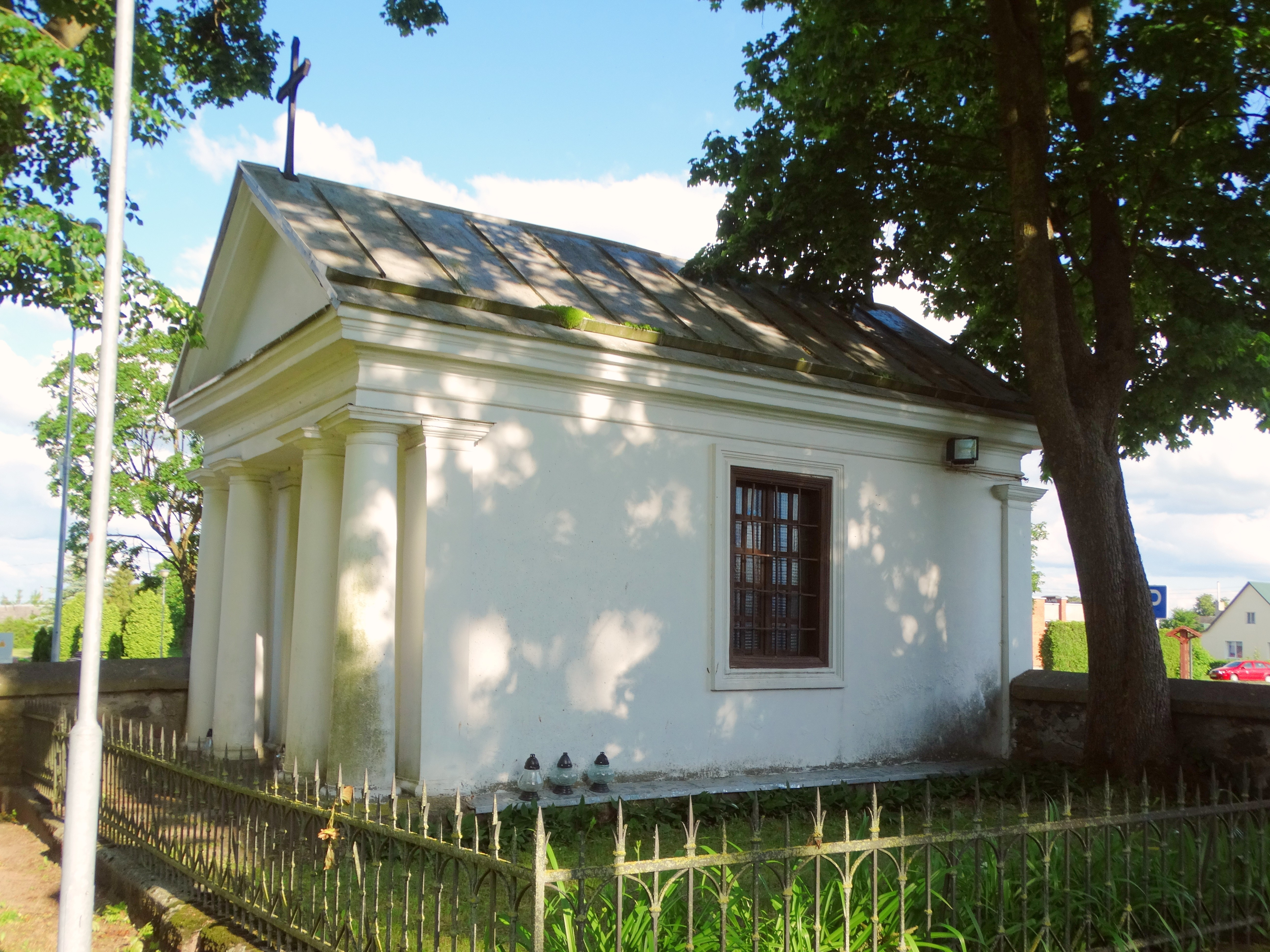
Kossakowski-Kapelle

Die Kosakowski-Kapelle ist ein Mausoleum und eine römisch-katholische Kapelle im Städtchen Žeimiai in der Rajongemeinde Jonava, im Bezirk Kaunas. Sie befindet sich an der Kirche der Geburt der Allerheiligsten Jungfrau Maria (Žeimiai) und ist als Kulturerbe in Litauen ausgewiesen. Sie liegt an der Landstraße von Jonava nach Šėta. 1843 wurde auf dem Friedhof die erste klassizistische Kapelle an einem Zaun errichtet; eine zweite klassizistische Kapelle wurde später gebaut. Vertreter der Adelsfamilie Kossakowski wurden in der Kapelle beigesetzt.